# Église Saint-Jean-Baptiste de Despotovo
Pour les articles homonymes, voir Église Saint-Jean-Baptiste.
L'église Saint-Jean-Baptiste de Despotovo (en serbe cyrillique : Црква Светог Јована Претече у Деспотову ; en serbe latin : Crkva Svetog Jovana Preteče u Despotovu) est une église orthodoxe serbe située à Despotovo, dans la province de Voïvodine, dans le district de Bačka méridionale et dans la municipalité de Bačka Palanka en Serbie. Elle est inscrite sur la liste des monuments culturels de grande importance de la république de Serbie (identifiant no SK 1131).

## Présentation
L'église a été construite en 1786. Elle est constituée d'une nef unique prolongée par une abside demi-circulaire. La façade occidentale est dominée par un clocher massif, structurellement détaché de la nef et de style rococo ; le portail principal est encadré par des pilastres.
À l'intérieur, l'iconostase est divisée en trois zones et décorée de riches motifs floraux ; elle a été peinte en en 1794 par Jovan Isailović l'Ancien, qui, dans son art, illustre la transition entre la tradition baroque et les nouvelles tendances classicisantes ; il se montre principalement influencé par l'Académie de Vienne et par Teodor Kračun ; le caractère baroque de son art est particulièrement visible dans le traitement des masses et des drapés. Les fresques sont l'œuvre d'un artiste inconnu qui a probablement travaillé à la même époque que la réalisation des icônes de l'iconostase.
Des travaux de conservation ont été effectués sur l'édifice en 1967, 1970 et 1983.